# Тамбей
Тамбе́й (рос. Тамбей) — присілок у складі Ямальського району Ямало-Ненецького автономного округу Тюменської області. Знаходиться на міжселенній території.
Населення — 34 особи (2010, 0 у 2002).